# N'夙川BOYS
N'夙川BOYS（ンしゅくがわボーイズ）は、日本のロックバンドである。兵庫県西宮市出身。
2007年、太陽の塔の下で結成。バンド名の「N'」はシンノスケBOYsの祖母が西宮市夙川地区でやっている喫茶店の名前。2011年8月、ビクターからメジャー・デビュー。楽器パートはその日の気分や曲の感じによってチェンジする。日本各地、ロンドン、パリでもライブ活動を展開。マーヤLOVEとシンノスケBOYsはKING BROTHERSのメンバーとしても活動していた。2013年にシンノスケBOYsは脱退。2015年12月21日、公式サイトにて無期限活動休止を発表。2016年2月27日、東京・恵比寿ガーデンホール公演「N'夙川BOYS Farewell Party『39』」を行い、無期限の活動休止。
その後、リンダdadaとマーヤLOVEは2016年秋に「リンダ＆マーヤ」というユニットを結成し活動継続。マーヤは別に「KING BROTHERS」の活動も継続している。

## メンバー
- マーヤLOVE（1976年11月5日 - ） - ギター・ボーカル・ドラム
マイクが主食。
- リンダdada - ギター・ボーカル・ドラム
現役トップモデル。
- シンノスケBOYs（1979年3月24日 - ） - ギター・ドラム
アミーゴ・アモーレ。私服は全身ピンクなどの奇抜なスタイル。

## ディスコグラフィ

### アルバム
|                  | 発売日         | タイトル                  | 規格                              | 規格品番                          | 備考                                                                             |
| ---------------- | -------------- | ------------------------- | --------------------------------- | --------------------------------- | -------------------------------------------------------------------------------- |
| 1st              | 2009年2月10日  | N'SHUKUGAWA BOYS          | CD+DVD（初回盤） CD               | CHAOTIC-003 CHAOTIC-0003          |                                                                                  |
| 2nd              | 2010年7月28日  | LOVE SONG                 | LP+CD（初回限定生産盤） CD        | BOMB-105 BOMBCD-99                | オリコン最高263位                                                                |
| メジャー1st mini | 2011年8月3日   | PLANET MAGIC              | CD（初回限定盤） CD               | VICL-63767 VICL-63768             | オリコン最高62位、登場回数8回                                                    |
| メジャー1stフル  | 2012年10月3日  | 24HOUR DREAMERS ONLY!     | CD+DVD（初回限定盤） CD           | VIZL-487 VICL-63912               | オリコン最高20位、登場回数4回 プロデューサー:佐久間正英、増子真二(BOREDOMS/DMBQ) |
| BEST             | 2013年3月20日  | THANK YOU                 | CD（初回限定紙ジャケット仕様） CD | VICL-64002X VICL-64002            | オリコン最高54位、登場回数3回                                                    |
| メジャー2nd      | 2013年12月4日  | Timeless Melody           | CD（初回限定紙ジャケット仕様）    | VICL-64087                        | オリコン最高70位                                                                 |
| メジャー3rd      | 2014年11月26日 | Do you like Rock'n Roll!? | CD+DVD（初回限定盤） CD           | VIZL-747（初回限定盤） VICL-64263 | オリコン最高70位                                                                 |

### シングル
|   | 発売日         | タイトル           | 規格                                   | 規格品番            | 備考             |
| - | -------------- | ------------------ | -------------------------------------- | ------------------- | ---------------- |
| 1 | 2011年9月21日  | 目を閉じておいでよ | 配信限定                               |                     |                  |
| 2 | 2012年3月1日   | Freedom            | 配信限定                               |                     |                  |
| 3 | 2012年8月1日   | 24hour             | CD(タワーレコード限定/4,800枚生産限定) | NCS-845             |                  |
| 4 | 2012年9月12日  | homework           | 配信限定                               |                     |                  |
| 5 | 2013年2月21日  | FUN HOUSE          | 配信限定                               |                     |                  |
| 6 | 2013年10月23日 | Hello,999          | CD+DVD（初回限定盤） CD                | VIZL-596 VICL-36841 | オリコン最高63位 |
| 7 | 2014年6月4日   | ジーザスフレンド   | CD                                     | VICL-36916          | オリコン最高88位 |

### コンピレーション・アルバム
|   | 発売日        | タイトル                                     | 規格 | 規格品番  |
| - | ------------- | -------------------------------------------- | ---- | --------- |
| 1 | 2011年8月31日 | モテキ的音楽のススメ 映画盤                  | CD   | AICL-2293 |
| 2 | 2011年9月21日 | モテキ的音楽のススメ Covers for MTK Lovers盤 | CD   | AICL-2295 |

### トリビュート・アルバム
|   | 発売日        | タイトル                                     | 規格 | 規格品番            |
| - | ------------- | -------------------------------------------- | ---- | ------------------- |
| 1 | 2011年8月31日 | PARADE II 〜RESPECTIVE TRACKS OF BUCK-TICK〜 | CD   | TKCA-73785          |
| 2 | 2014年7月23日 | LINDBERG TRIBUTE〜みんなのリンドバーグ〜     | CD   | TECI-1410 TECI-1411 |

### 映像作品
DVD
|   | 発売日         | タイトル                                          | 規格 | 規格品番 | 備考                                 |
| - | -------------- | ------------------------------------------------- | ---- | -------- | ------------------------------------ |
| 1 | 2010年01月29日 | AT 野音                                           | DVD  |          |                                      |
| 2 | 2013年9月25日  | All I need is Live!                               | DVD  | VIBL-684 | オリコン最高82位                     |
| 3 | 2016年11月25日 | N'夙川BOYS FAREWELL PARTY「39」-OFFICIAL BOOTLEG- | DVD  |          | N'夙川BOYSオンラインショップ限定販売 |

## タイアップ一覧
| 使用年 | 曲名               | タイアップ                                                    |
| ------ | ------------------ | ------------------------------------------------------------- |
| 2011年 | プラネットマジック | テレビ東京系『SHOWBIZ COUNTDOWN』7月度エンディングテーマ      |
| 2011年 | 物語はちと?不安定  | 東宝配給映画『モテキ』モテ曲                                  |
| 2012年 | Freedom            | JACCS「あなたの夢に応援歌」キャンペーンソング                 |
| 2012年 | Freedom            | 毎日放送『悩める乙女を解放せよ!! ヨルカミ』オープニングテーマ |
| 2012年 | プラネットマジック | 毎日放送『悩める乙女を解放せよ!! ヨルカミ』エンディングテーマ |
| 2012年 | 24hour             | ABCテレビ『今ちゃんの「実は…」』9月度エンディングテーマ       |
| 2013年 | 全.力.女.子！      | PARCO「シブカル祭。2013」テーマソング                         |
| 2013年 | Don't Stop Baby    | ショートムービ『小指ラプソディ』テーマソング                  |
| 2013年 | FUN HOUSE          | 短編映画『メロディ・オブ・ファンハウス』主題歌                |
| 2013年 | FUN HOUSE          | ゆうばり国際ファンタスティック映画祭2013 公式イメージソング   |
| 2014年 | ジーザスフレンド   | フジテレビ系 水10ドラマ『SMOKING GUN〜決定的証拠〜』主題歌    |

## ヘビーローテーション/パワープレイ

### テレビ
| 放送年 | 曲名               | ヘビーローテーション/パワープレイ              |
| ------ | ------------------ | ---------------------------------------------- |
| 2011年 | プラネットマジック | スペースシャワーTV ミドルローテーション『it!』 |

## ミュージックビデオ
| 監督                      | 曲名                   |
| 岩崎淳                    | 「全.力.女.子！」      |
| 遠藤主任×YOSHIROTTEN      | 「ジーザスフレンド」   |
| スミス                    | 「Hello,999」          |
| 関和亮                    | 「プラネットマジック」 |
| 中村佳代                  | 「Freedom」            |
| 西由浩                    | 「The シーン」         |
| 森義仁                    | 「homework」           |
| N'夙川BOYS & アベトシアキ | 「物語はちと？不安定」 |
| 石田雄介                  | 「24hour」             |

## 出演

### 映画
- モテキ（2011年、東宝）
- メロディ・オブ・ファンハウス（2013年、SPOTTED PRODUCTIONS）

### テレビドラマ
- times「トモトモ・チャンネル」（2016年6月5日 - 12日、ABC） - 主演 ※ リンダ&マーヤ 名義 [11]

## 主なライブ

### ワンマンライブ・主催イベント
- 2011年 - PLANET GENERATION TOUR〜SHELTER 20th ANNIVERSARY〜
- 2012年11月21日〜2013年01月04日（5公演） - N'夙川BOYS TOUR 2012"24HOUR DREAMERS ONLY!〜でっかい でっかい 夢を見よう〜"
- 2013年04月11日〜05月24日（8公演） - BestAlbum"THANK YOU!!!"リリース記念 N'夙川BOYSのオールァイ ニードィズ サンクス!!! パーティー
- 2013年12月17日〜2014年03月23日（19公演） - change your mind!〜いつでも心にタイムレスメロディーを〜
- 2014年09月23日 - N'夙川BOYS presents ロックンロール三国志? っと! II 〜黄巾ゾックゾクの乱〜
w/The Mirraz/キュウソネコカミ
- 2014年01月03日 - N'夙川BOYS presents 新年祝賀わの儀 2015 我如古ファンクラブ 〜メジャーorダイ応援企画〜 OH!Show ガッツリ OKINAWA に 4 じゃいました!
w/我如古ファンクラブ / The Mirraz / 撃鉄
- 2014年01月04日 - N'夙川BOYS presents 新年祝賀わの儀 2015 〜これは夢!? 新春 Gャンピン宝羊くじフラッシュ Night!〜
w/The Mirraz / 撃鉄 / 殺沼蜘蛛助 / Jack The Nicholson's
- 2015年02月25日〜03月08日 - N'夙川BOYS TOUR2015「Do you like Rock n Roll !?」発売記念 何時でも何処でもバンドが見たい! 5都市2マンミラクルパーティー!
w/ギターウルフ / tricot / キュウソネコカミ / 後藤まりこ / 忘れらんねえよ
- 2015年03月16日〜20日 - 「Do you like Rock n Roll !?」発売記念 当たり前だろ! 大好きっすロックンロール 3都市ワンマンミラクルNight!
- 2014年05月27日・06月03日 - N'夙川BOYS presents 何時でも何処でもバンドが見たい! 2マンミラクルパーティー!
w/GLIM SPANKY / モーモールルギャバン
- 2014年05月28日 - N'夙川BOYS×ROCK STAR HOTEL presents ミッドナイトエンジェル集会
w/クリトリック・リス
- 2014年10月20日 - N'夙川BOYS presents「秋の2マンミラクルパーティー! N'夙川BOYS×go!go!vanillas」
w/go!go!vanillas

### 出演イベント
- 2010年12月26日 - スペースシャワー列伝 第82巻 〜維新(いしん)の宴〜
- 2011年03月21日 - POLYSICSと清水音泉「POLYONSEN〜なんば 肝心 どや どや どや〜」
- 2011年05月04日 - COMIN'KOBE11
- 2011年08月06日 - ROCK IN JAPAN FESTIVAL 2011
- 2011年10月23日 - BOROFESTA 2011
- 2011年12月21日 - 木村カエラ presents オンナク祭オトコク祭
- 2011年12月28日 - COUNTDOWN JAPAN 11/12
- 2011年12月30日 - RADIO CRAZY 2011
- 2012年02月11日 - BAYCAMP 201202
- 2012年03月18日 - MUSIC CUBE 12
- 2012年03月24日 - 卒フェス2012 〜サクラサクトキトビラアク〜
- 2012年04月08日 - ねごと お口ポカーン?! 学生限定ツアー 〜end of studenTOUR〜
- 2012年05月12日 - FM802 & SPACE SHOWER TV presents SWEET LOVE SHOWER 2012 SPRING
- 2012年05月28日 - QUATTRO MIRAGE VOL.4〜"SHIBUYA Comes Alive!"〜
- 2012年05月31日 - 宇宙人レコ発 3MAN LIVE「西向く侍」supported by HMV
- 2012年07月14日 - LIVE FACTORY 2012
- 2012年07月25日 - 『LIVE DONUT』Vol.9
- 2012年08月02日 - OKAMOTO'S with N'夙川BOYS
- 2012年08月11日 - RISING SUN ROCK FESTIVAL 2012 in EZO
- 2012年09月02日 - RUSH BALL 2012
- 2012年09月23日 - BUCK-TICK FEST 2012 ON PARADE
- 2012年10月05日 - SUZUDAMA'12〜鈴木魂〜
- 2012年12月10日 - 木村カエラ presents ナニワク祭2012
- 2012年12月17日 - REVOLUTION ROCK 〜Joe Strummer of Love〜
- 2012年12月22日 - ザ50回転ズ Do You Remember R&R Tour?
- 2012年12月23日 - MUSIC CUBE 外伝 vol.2 「踊れ!ロックな夜」
- 2012年12月28日 - COUNTDOWN JAPAN 12/13
- 2013年02月11日 - 日本工学院 ミュージックカレッジ presents 卒業 LIVE 2013 Re:Thank you
- 2013年02月14日 - のあのわ JOINT SHOW " i like i like i like " 2013 〜DIVE TO DREAM〜
- 2013年02月23日 - BEA × Zepp Fukuoka presents F-X
- 2013年02月26日 - キノコホテル×N'夙川BOYS
- 2013年03月03日 - CROSSOVER 「ひなまつりスペシャル 〜バンドvsアイドル〜 オルタナティブ女びな決定戦2013」
- 2013年03月08日 - THEラブ人間決起集会「セ・ラ・ヴィ!」
- 2013年03月09日 - 『犬 NINGEN BOYS』 supported by EYESCREAM DOBERMAN『これが例のアレ』&BO NINGEN『Line The Wall』Release Party!!
- 2013年03月14日 - でんぱ NINGEN BOYS supported by EYESCREAM / BO NINGEN 2ndアルバム「Line The Wall」リリースパーティー!!
- 2013年04月25日 - MUSIC TAGS vol.1
- 2013年05月18日 - 夢チカLIVE SP in Zepp Sapporo
- 2013年06月09日 - SAKAE SP-RING 2013
- 2013年06月30日 - モテキナイツVol.2
- 2013年07月17日 - お台場合衆国2013めざましライブ
- 2013年07月18日 - Talking Rock! FES.2013
- 2013年08月01日,03日 - BO NINGEN HEADLINE LIVES 2013
- 2013年08月10日 - RISE UP TOKYO 2013 Vol.1
- 2013年08月18日 - WILD BUNCH FEST. 2013
- 2013年08月20日 - Beat Happening! VOL.1000 SPECIAL MAX!
- 2013年08月22日 - SEACRET BOX BY OTODAMA 〜大体いつもこんな感じだぜROCK
- 2013年08月24日 - KAIKOO Vol.21（「DJ BAKU featuring N'夙川BOYS」として出演）
- 2013年08月24日 - Re:mix 2013
- 2013年09月07日 - OTODAMA'13 〜音泉魂〜
- 2013年09月14日 - AOMORI ROCK FESTIVAL '13 〜夏の魔物〜
- 2013年09月20日 - KAIKOO Vol.22（「DJ BAKU featuring N'夙川BOYS」として出演）
- 2013年10月03日 - New Moon, New Moon. 〜星と星〜
- 2013年10月14日 - MINAMI WHEEL 2013
- 2013年10月19日 - シブカル祭。2013
- 2013年11月13日 - KETTLES 1stミニアルバム「grind」レコ発ツアー
- 2013年11月14日 - ロリータ18号結成25周年記念ツアー『PUNK or DIE!!!』
- 2013年11月17日 - The Mirraz Tour 2013 A/W 〜あれ?この人サルエル履いてない??(仮)〜
- 2013年11月23日 - POLYSICS対バンツアー2013 帰ってきたULTRA FIGHT OR DIE!!!
- 2013年11月29日,12月01日 - a flood of circle Tour I'M FREE"AFOCの47都道府県制覇!形ないものを爆破しにいくツアー 迷わず行けよ編
- 2013年12月06日 - キュウソネコカミ レコ発『がんばれ光彦!!』TOUR
- 2013年12月28日 - 年末調整GIG 2013
- 2013年12月29日 - RADIO CRAZY 2013
- 2014年02月05日,07日,09日 - オリジナルSEX PISTOLS"Glen Matlock"ジャパンツアー「ALL THE BEST!!!」
- 2014年04月19日 - SEBASTIAN X presents 「TOKYO春告ジャンボリー2014」
- 2014年04月26日 - ARABAKI ROCK FEST.14
- 2014年04月29日 - COMIN'KOBE14
- 2014年05月10日 - ART-SCHOOL NEW ALBUM「YOU」Release tour 2014
- 2014年07月03日 - EX THEATER PREMIUM LIVE SERIES GO LIVE VOL.2
- 2014年07月20日 - SKATERS NITE 9
- 2014年08月03日 - UMI-POP'14×TAKENOKO!!!
- 2014年08月09日 - ROCK IN JAPAN FESTIVAL 2014
- 2014年08月23日 - Re:mix 2014
- 2014年09月15日 - KOYABU SONIC 2014 FINAL
- 2014年10月25日 - ボロフェスタ2014
- 2014年10月28日 - アーバンギャルド 東名阪！アーバンギャルドのバンド殺ろうぜ☆三番勝負!!!『第一話（大阪）：人間関係はちと？不安定 VS N'夙川BOYS』
- 2014年10月31日 - AKASAKA HALLOWEEN 2014 「ROCK' N HALLOWEEN」
- 2014年11月20日 - SELL NU SOUL 〜LOVE belongs TO everyone,every day. Need SOME More?〜
- 2014年11月26日 - 女王蜂×N'夙川BOYS お見合い合戦一騎討ち「友情披露宴」
- 2014年12月27日 - ORANGE RANGE 縁舞 -vol.11-
- 2014年12月28日 - ギターウルフ&DUM-DUM presents 『宇宙戦艦ミソノFEVER』
- 2014年12月31日 - KINDAMA'14-'15〜謹賀魂〜
- 2015年02月07日 - 我如古ファンクラブ Road to Majorツアー
- 2015年02月08日 - TOKYO FM presents MAGIC OF LiFE 「Don't Stop Music」 SPECIAL supported by ZIGSOW
- 2015年02月09日 - Radio to Live vol.1
- 2015年03月07日 - OTO TO TABI 2015
- 2015年03月18日 - フジロックフェスティバル
- 2015年03月31日 - SEBASTIAN Xツアー2015「こころ」
- 2015年04月04日 - ドクロズ20周年大感謝祭ファイナル 磔磔3days!!
- 2015年04月15日 - KYOTO MUSE 25th ANNIVERSARY "25SOULS"
- 2015年05月05日 - VIVA LA ROCK 2015
- 2015年07月30日 - 神聖かまってちゃん 対バンツアー『Athena最前線』
- 2015年07月31日 - a-nation island スペシャ・ザ・ワールド -ROCK uP!!! KANSAI-
- 2015年08月07日 - 永原真夏 + SUPER GOOD BAND 東名阪ツアー
- 2015年08月10日 - Beat Happening!GREATEST 3MAN PANIC!MAX!
- 2015年08月15日 - RISING SUN ROCK FESTIVAL 2015 in EZO
- 2015年09月05日 - 加賀温泉郷フェス 2015
- 2015年11月26日 - N'夙川BOYS vs The Mirraz

### インタビュー
- KETTLES×N'夙川BOYS対談（11年6月6日CINRA.NET掲載）
- 金子ノブアキ×リンダdada(2012年11月)
- ナタリー(2013年03月)